# Aiphanes verrucosa
Espèce
Statut de conservation UICN

 EN B1ab(iii) : En danger
Aiphanes verrucosa est une espèce de plantes du genre Aiphanes de la famille des Arecaceae.